# Nubya
Nubya (Bazel, 18 januari 1974) is een Zwitserse zangeres van de r&b, jazz, soul en pop.

## Biografie
Nubya is de dochter van een Nigeriaan en een Zwitserse. De eerste twee jaar bracht ze door in Nigeria, voordat ze naar Zwitserland kwam. Op 7-jarige leeftijd begon ze met klassieke pianoles, maar ze stopte daarmee en begon zanglessen te nemen. Na het behalen van het diploma aan het Gymnasium am Münsterplatz in haar geboortestad studeerde ze een jaar jazzmuziek aan de New School for Social Research in New York. Na de terugkeer naar Bazel studeerde ze economie aan de universiteit van Bazel.
In 1996 ontmoette ze de gerenommeerde muzikant Bo Katzman achter de coulissen tijdens een concert van DJ Bobo, waarna hij haar meenam als speciale gast voor zijn gospel-tournee. Verdere optredens volgden als achtergrondzangeres van Céline Dion. Ze beleefde een hoogtepunt, toen ze optrad in het voorprogramma van Whitney Houston voor 12.000 toeschouwers in het Hallenstadion in Zürich. Kort daarna presenteerde ze het tv-programma Cinderella op de Zwitserse privézender TV3. In 2002 verscheen haar album My Wish. Derhalve gaf ze met haar band concerten in Zwitserland, Duitsland en Brazilië.
In 2005 verscheen haar Duitse album Auf meine Weise, dat werd geproduceerd door Götz von Sydow. In 2005 toerde ze met Night of the Proms door Duitsland. In 2007 verscheen haar album Love Rocks, in 2011 Today. In 2019 begeleidt ze Circus Knie tijdens diens 100 Jahr-Jubiläums-Tour.

## Privéleven
Nubya werd van mei 2003 tot begin mei 2008 gezien met de zanger van de band Pur. Sinds 2018 is ze getrouwd met de bankier Johannes Barth.

## Discografie

### Singles
- 1997: I'm Dreaming
- 1997: Future For Us
- 1999: Just For You Duett mit Al Walser
- 2002: From The Bottom Of My Heart
- 2002: Do You Really Love Me
- 2005: Morgen ganz bestimmt
- 2005: Es ist so
- 2007: Warten auf ein Wunder
- 2011: Power of No

### Albums
- 1999: From The Bottom Of My Heart
- 2002: My Wish
- 2005: Auf meine Weise
- 2007: Love Rocks
- 2011: Today

- Gemeinsame Normdatei: 135198674
- Virtual International Authority File: 80025569
- WorldCat: E39PBJtxm7Jb7W9wm9QtBk9xDq